# Polyosma mjoebergii
Polyosma mjoebergii är en tvåhjärtbladig växtart som beskrevs av Merrill. Polyosma mjoebergii ingår i släktet Polyosma och familjen Escalloniaceae. Inga underarter finns listade i Catalogue of Life.